# Susan Mascarin
Pour les articles homonymes, voir Mascarin.
Susan Mascarin (née le 28 juin 1964 à Détroit, Michigan, États-Unis) est une joueuse de tennis américaine, professionnelle dans les années 1980.
Elle a été championne du monde junior en simple filles en 1980.
En 1984, elle a joué le 4e tour à l'US Open (battue par Pam Shriver), sa meilleure performance en simple dans une épreuve du Grand Chelem. 
Pendant sa carrière, Susan Mascarin a gagné un titre en double sur le circuit WTA.

## Palmarès

### Titre en simple dames
Aucun

### Finale en simple dames
| No | Date       | Nom et lieu du tournoi  | Catégorie | Dotation  | Surface    | Vainqueure  | Score    |          |
| -- | ---------- | ----------------------- | --------- | --------- | ---------- | ----------- | -------- | -------- |
| 1  | 09/08/1982 | Toyota Classic, Atlanta | Series 3  | 100 000 $ | Dur (ext.) | Chris Evert | 6-3, 6-1 | Parcours |

### Titre en double dames
| No | Date       | Nom et lieu du tournoi            | Catégorie | Dotation | Surface    | Partenaire     | Finalistes                 | Score         |          |
| -- | ---------- | --------------------------------- | --------- | -------- | ---------- | -------------- | -------------------------- | ------------- | -------- |
| 1  | 24/03/1986 | Virginia Slims of Arizona Phoenix |           | 75 000 $ | Dur (ext.) | Betsy Nagelsen | Linda Gates Alycia Moulton | 6-3, 5-7, 6-4 | Parcours |

### Finale en double dames
| No | Date       | Nom et lieu du tournoi | Catégorie | Dotation | Surface    | Vainqueures                | Partenaire     | Score    |          |
| -- | ---------- | ---------------------- | --------- | -------- | ---------- | -------------------------- | -------------- | -------- | -------- |
| 1  | 13/10/1986 | Japan Open Tokyo       |           | 50 000 $ | Dur (ext.) | Sandy Collins Sharon Walsh | Betsy Nagelsen | 6-1, 6-2 | Parcours |

## Parcours en Grand Chelem

### En simple dames
| Année | Open d'Australie (janvier) | Open d'Australie (janvier) | Internationaux de France | Internationaux de France | Wimbledon       | Wimbledon       | US Open         | US Open         | Open d'Australie (décembre) | Open d'Australie (décembre) |
| ----- | -------------------------- | -------------------------- | ------------------------ | ------------------------ | --------------- | --------------- | --------------- | --------------- | --------------------------- | --------------------------- |
| 1979  | n/a                        | n/a                        | -                        | -                        | -               | -               | 1er tour (1/64) | Barbara Jordan  | -                           | -                           |
| 1980  | n/a                        | n/a                        | -                        | -                        | 2e tour (1/32)  | Terry Holladay  | 3e tour (1/16)  | Joanne Russell  | -                           | -                           |
| 1981  | n/a                        | n/a                        | -                        | -                        | 2e tour (1/32)  | M. Navrátilová  | 2e tour (1/32)  | Duk-Hee Lee     | -                           | -                           |
| 1982  | n/a                        | n/a                        | 2e tour (1/32)           | Virginia Wade            | 1er tour (1/64) | Joanne Russell  | 2e tour (1/32)  | Vicki Nelson    | 1er tour (1/32)             | Eva Pfaff                   |
| 1983  | n/a                        | n/a                        | 2e tour (1/32)           | Ivanna Madruga           | -               | -               | 1er tour (1/64) | Dana Gilbert    | -                           | -                           |
| 1984  | n/a                        | n/a                        | 2e tour (1/32)           | Hana Mandlíková          | 1er tour (1/64) | Steffi Graf     | 4e tour (1/8)   | Pam Shriver     | 1er tour (1/32)             | Lea Antonoplis              |
| 1985  | n/a                        | n/a                        | 3e tour (1/16)           | Sylvia Hanika            | 2e tour (1/32)  | Chris Evert     | 1er tour (1/64) | Manuela Maleeva | -                           | -                           |
| 1986  | n/a                        | n/a                        | 2e tour (1/32)           | Terry Phelps             | 2e tour (1/32)  | Manuela Maleeva | 1er tour (1/64) | Steffi Graf     | n/a                         | n/a                         |
| 1987  | -                          | -                          | 1er tour (1/64)          | Barbara Paulus           | -               | -               | -               | -               | n/a                         | n/a                         |
| 1988  | 1er tour (1/64)            | Jo-Anne Faull              | 1er tour (1/64)          | Mariana Pérez            | -               | -               | -               | -               | n/a                         | n/a                         |

À droite du résultat, l’ultime adversaire.

### En double dames
| Année | Open d'Australie (janvier) | Open d'Australie (janvier) | Internationaux de France      | Internationaux de France | Wimbledon                     | Wimbledon                 | US Open                       | US Open                  | Open d'Australie (décembre)   | Open d'Australie (décembre) |
| ----- | -------------------------- | -------------------------- | ----------------------------- | ------------------------ | ----------------------------- | ------------------------- | ----------------------------- | ------------------------ | ----------------------------- | --------------------------- |
| 1979  | n/a                        | n/a                        | -                             | -                        | -                             | -                         | 2e tour (1/16) K. Horvath     | B. Nagelsen Pam Shriver  | -                             | -                           |
| 1980  | n/a                        | n/a                        | -                             | -                        | -                             | -                         | 1er tour (1/32) Elise Burgin  | K. Horvath Lucia Romanov | -                             | -                           |
| 1981  | n/a                        | n/a                        | -                             | -                        | 1er tour (1/32) Kathy Rinaldi | J. Mundel S. Rollinson    | 3e tour (1/8) Anne White      | J. Russell V. Ruzici     | -                             | -                           |
| 1982  | n/a                        | n/a                        | 3e tour (1/8) Anne White      | C. Reynolds Paula Smith  | 1er tour (1/32) Anne White    | H. Mandlíková Betty Stöve | 1er tour (1/32) Anne White    | Navrátilová Pam Shriver  | 1er tour (1/16) Anne White    | Y. Vermaak Nancy Yeargin    |
| 1983  | n/a                        | n/a                        | 1/4 de finale A. Moulton      | R. Fairbank C. Reynolds  | -                             | -                         | 1er tour (1/32) Kathy Rinaldi | Sherry Acker Lele Forood | -                             | -                           |
| 1984  | n/a                        | n/a                        | 1er tour (1/32) Lisa Bonder   | Pam Casale Kathrin Keil  | 3e tour (1/8) Lisa Bonder     | Navrátilová Pam Shriver   | 2e tour (1/16) Kathy Rinaldi  | Jo Durie Ann Kiyomura    | 1er tour (1/16) Kathy Rinaldi | Anne Minter E. Minter       |
| 1985  | n/a                        | n/a                        | 1er tour (1/32) Lisa Bonder   | S. Cecchini Laura Arraya | 1er tour (1/32) Terry Phelps  | V. Ruzici A. Temesvári    | 1er tour (1/32) Lisa Bonder   | Elise Burgin A. Moulton  | -                             | -                           |
| 1986  | n/a                        | n/a                        | 2e tour (1/16) C. Bassett     | Navrátilová A. Temesvári | 1er tour (1/32) Terry Phelps  | Navrátilová Pam Shriver   | 2e tour (1/16) B. Gerken      | Elise Burgin R. Fairbank | n/a                           | n/a                         |
| 1987  | -                          | -                          | 1er tour (1/32) Annabel Croft | Elna Reinach M. Reinach  | 1er tour (1/32) B. Gerken     | C. MacGregor              | 1er tour (1/32) Pam Casale    | Anne Hobbs B. Nagelsen   | n/a                           | n/a                         |
| 1988  | -                          | -                          | 3e tour (1/8) Pat Medrado     | Steffi Graf G. Sabatini  | -                             | -                         | -                             | -                        | n/a                           | n/a                         |

Sous le résultat, la partenaire ; à droite, l’ultime équipe adverse.

### En double mixte
| Année | Open d'Australie (janvier), | Open d'Australie (janvier), | Internationaux de France     | Internationaux de France   | Wimbledon                     | Wimbledon                  | US Open                       | US Open                   | Open d'Australie (décembre), | Open d'Australie (décembre), |
| ----- | --------------------------- | --------------------------- | ---------------------------- | -------------------------- | ----------------------------- | -------------------------- | ----------------------------- | ------------------------- | ---------------------------- | ---------------------------- |
| 1981  | n/a                         | n/a                         | -                            | -                          | 2e tour (1/16) Scott Davis    | P. Teeguarden H. Günthardt | 1er tour (1/16) Scott Davis   | Betty Stöve Frew McMillan | n/a                          | n/a                          |
| 1982  | n/a                         | n/a                         | 2e tour (1/8) Pat Cash       | Lucia Romanov S. Stewart   | -                             | -                          | 2e tour (1/8) Chris Lewis     | B. Jordan Chris Dunk      | n/a                          | n/a                          |
| 1983  | n/a                         | n/a                         | -                            | -                          | -                             | -                          | 1er tour (1/16) Tracy Delatte | R. Fairbank Brent Pirow   | n/a                          | n/a                          |
| 1984  | n/a                         | n/a                         | 1er tour (1/32) Ferdi Taygan | M. Calleja C. Fancutt      | 1er tour (1/32) Butch Walts   | Hetherington G. Whitecross | 1er tour (1/32) Tim Gullikson | Strachonova B. Dyke       | n/a                          | n/a                          |
| 1985  | n/a                         | n/a                         | -                            | -                          | -                             | -                          | 1er tour (1/16) Mel Purcell   | Paula Smith Gary Donnelly | n/a                          | n/a                          |
| 1986  | n/a                         | n/a                         | -                            | -                          | 1er tour (1/32) Tim Gullikson | Elna Reinach M. Robertson  | -                             | -                         | n/a                          | n/a                          |
| 1987  | -                           | -                           | 2e tour (1/16) Bill Scanlon  | Gretchen Rush Tomm Warneke | 1er tour (1/32) Bill Scanlon  | H. Ludloff Larry Scott     | -                             | -                         | n/a                          | n/a                          |

Sous le résultat, le partenaire ; à droite, l’ultime équipe adverse.

## Classements WTA

### Classements en simple en fin de saison
| Année | 1983 | 1986 | 1987 | 1988 |
| Rang  | 85   | 54   | 117  | 220  |

Source : (en) « Classements de Susan Mascarin », sur le site officiel du WTA Tour